# Jazz azero
Il jazz azerbaigiano (in azero - Azərbaycan Cazı) è una varietà popolare di jazz, diffusa in Azerbaigian e basata sulle tradizioni del mugham. È nato a Baku grazie al suo fondatore, musicista e compositore Vagif Mustafa-zade. In Azerbaigian l'etno-jazz o il jazz-mugam, a seconda dell'immaginazione degli artisti, si combinano i ritmi di New Orleans e le tradizioni musicali dell'Oriente. Copre una vasta gamma di stili (tradizionale, post-pop, fusion, free-flexion) e spesso comprende mescolanze con la musica tradizionale azera. Tra i moderni musicisti jazz azeri più famosi vi sono Aziza Mustafazadeh, Isfar Sarabski, Salman Gambarov e Rain Sultanov.

## Storia

### Apparizione del jazz in Azerbaigian
All'inizio del XX secolo, quando la città di Baku, conosciuta come "il produttore di metà del petrolio mondiale", stava vivendo una crescita economica, cominciarono ad apparire in Azerbaigian imprenditori più intraprendenti, architetti, commercianti, scienziati, artisti e cultura straniera. Ondata di nuova musica che ha travolto tutto il mondo e raggiunto anche l'Azerbaigian. Dagli articoli di giornale di quel tempo è noto che nei ristoranti di Baku suonavano "una musica molto interessante con un nome insolito - jazz"
Tuttavia, quest'arte è stata per un certo tempo dimenticata e messa in oblio dopo l'arrivo del potere sovietico, dato che questo genere musicale era considerato ufficialmente estraneo al popolo sovietico.

### Nascita del jazz azero
La storia del jazz azero ha origine negli anni '30 del XX secolo. La prima orchestra jazz di Baku del 1938 fu creata dai famosi compositori azeri Niyazi e Tofiq Quliyev, che si esibirono in gioventù con la prima orchestra jazz dell'URSS, l'orchestra di Alexander Tsfasman. L'orchestra di Quliyev e Niyazi, chiamata "Orchestra Statale di Varietà " (era anche chiamata "Jazz Statale"), divenne la base del jazz azero. La composizione del "Jazz Statale" comprendeva tre tromboni, cinque sassofoni, tre trombe, pianoforte, chitarra e percussioni. Al primo concerto, insieme ai classici del jazz, sono state eseguite anche le opere di Niyazi e Tofig Kuliev. Approssimativamente nello stesso momento il sassofono ha eseguito improvvisazioni a maniera del mugham "Charghyah". Durante gli anni 1941-1945 e dopo la fine della Grande Guerra Patriottica il capo dell'Orchestra Statale di Varietà divenne Rauf Hajiyev. Nel 1945, l'orchestra jazz di Eddie Rosner era in tournée a Baku, il principale solista del quale era il sassofonista Parviz (Pira) Rustambekov, uno dei primi improvvisatori jazzisti dell'URSS.

### Periodo del dopoguerra
Dopo la fine della seconda guerra mondiale, negli anni '50 e '60, la propaganda anti-occidentale dell'URSS inflisse pesanti perdite allo sviluppo del jazz in Azerbaigian. Nel 1945, il jazz fu proibito da Stalin in quanto "pericolosa musica capitalista". Tuttavia, nonostante i divieti, gli amanti del jazz hanno ascoltato le stazioni radio occidentali cercando di eseguire ciò che ascoltavano. Negli anni '60, con il supporto e la guida di Kara Karayev, Niyazi, Tofig Kuliyev, Rauf Hajiyev, iniziò la seconda vita della musica jazz in Azerbaigian.  Negli anni '60, Tofik Ahmedov, il capo dell'orchestra jazz di radio e televisione dell'Azerbaigian, precedentemente suonava il sassofono nell'orchestra di Mosca di Eddie Rosner. Nella sua orchestra ha iniziato anche la sua carriera il cantante Muslim Magomayev. Essendo l'unico solista di quella orchestra, Muslim Magomayev ha partecipato, congiuntamente a Tofik Ahmedov, alla delegazione sovietica all'VIII Festival mondiale della gioventù e degli studenti a Helsinki.

### Periodo moderno
Il jazz dell'Azerbaigian continua a svilupparsi in modo dinamico. Festival di jazz, seminari con la partecipazione di musicisti jazz occidentali si svolgono annualmente a Baku.
La presentazione del libro di Rahin Sultanov intitolata La storia del jazz azero è stata contrassegnata nel World Jazz Day a Baku dall'ufficio UNESCO in Azerbaigian. Nel 2014, Rahin Sultanov ha fondato il progetto internazionale "Voce del Karabakh", dove ha unito la musica etnica, jazz e classica azera, che è diventata in conseguenza una protesta musicale per tutte le guerre, le violenze e l'aggressione. Con questo progetto, Rahin Sultanov ha recitato nel Centro culturale Heydər Əliyev, così come a Mosca nei giorni dedicati alla tragedia di Xocalı. Il progetto è stato registrato nello studio di registrazione norvegese Rainbow.
Dal 2005, la rivista Jazz Dünyası ha iniziato la sua attività a Baku. Leyla Efendieva, caporedattore della rivista, è una rappresentante del jazz azero sia a Baku sia all'estero e partecipa alle mostre e conferenze internazionali di jazz. Attraverso la rivista Jazz Dünyası, le organizzazioni internazionali hanno si sono familiarizzati meglio con la storia, i musicisti e le figure del jazz azero. La rivista Jazz Dünyası è entrata nella top venti delle riviste mondiali del jazz.
Il primo festival di jazz a Baku si tenne nel 1969 e, dopo una pausa di 33 anni, questa tradizione fu ripresa.
Nel giugno 2005, nella Filarmonica di Baku si è tenuta un concerto con il sostegno dell'ambasciata norvegese con il titolo "Baku Jazz Bridges", con la partecipazione di musicisti provenienti da Stati Uniti, Azerbaigian e Norvegia.
Nel maggio 2009, il "Jazz Center di Baku" ha ospitato il "summit di jazz britanno-azero" con la partecipazione dei famosi jazzisti britannici Kenny Wheeler e Paul Clarves e dei loro gruppi, così come i musicisti dell'Azerbaigian come Shahin Novrasli, Rain Sultanov ed altri. La società British Airways era lo sponsor ufficiale dell'evento.
Gli artisti jazz dell'Azerbaigian sono i partecipanti e i vincitori dei numerosi festival e concorsi di jazz internazionali, l'ultimo dei quali è stato il festival internazionale del jazz a Montreux (Svizzera). Al 43° Jazz Festival tenutosi a Montreux il 3 luglio, l'Azerbaigian era rappresentato da artisti e gruppi come il trio di Aziza Mustafa-zade, il trio di Emil Ibrahim, il quartetto di Zulfigar Bagirov, Isfar Sarabsky, il gruppo Bakustik Jazz guidato da Salman Gambarov. 
Una delle componenti importanti del progetto "Buta: Festival della cultura azera", che si svolge da novembre 2009 a marzo 2010 a Londra, è anche il jazz azero. Il jazz in questo progetto è rappresentato da nomi come Shain Novrasli e Isfar Sarabsky. Il primo evento del programma, tenutosi nella Queen Elizabeth Hall di Londra, è stato il progetto "Petrolio e Jazz" ("Oil and Jazz") con la partecipazione dei più importanti interpreti del jazz e del jazz-mugham dell'Azerbaigian.
Il 25 novembre 2009, Shahin Novrasli si è esibito alla Queen Elizabeth Hall con Ian Bellamy e Tim Garland. Il giorno seguente, nel "Club 606" di Londra, si esibì con la partecipazione di Ian Bellamy, Tim Garland e Malcome Cresse. Un altro rappresentante del jazz azero, Isfar Sarabsky, si è esibito nei palcoscenici londinesi il 7 e il 9 dicembre 2009.

## Baku jazz festival

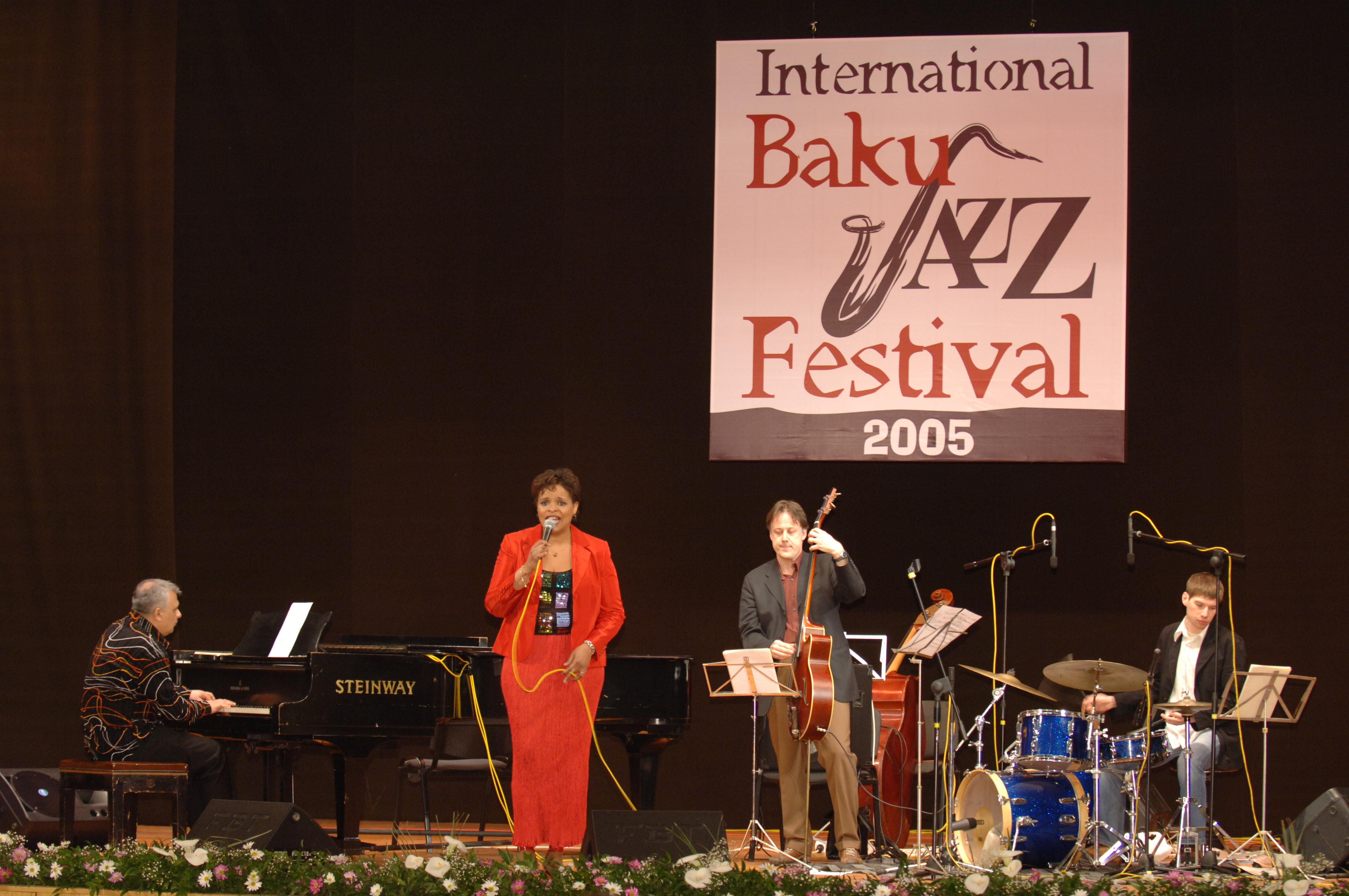
Deborah J. Carter a Baku Jazz Festival nel 2005

Nel 2005, l'artista emerito dell'Azerbaigian Rain Sultanov ha organizzato un grande evento "Baku Jazz Festival" nel 2005, che è diventato un evento annuale. Vi hanno partecipato musicisti provenienti da 12 paesi, musicisti come Joe Zawinul dall'Austria, Bobo Stenson, Maria Joao, il quartetto russo di Yakov Okun, il sassofonista Greg Osby, famosi musicisti del jazz e artisti dell'Azerbaigian e molti altri.
Dal 2005, con il sostegno del Ministero della Cultura e del Turismo dell'Azerbaigian, la famosa rivista Jazz Dünyası ha ospitato festival di grandi dimensioni in cui quasi tutte le star del jazz mondiale come Al Jarreau, Herbie Hancock, Marcus Miller, Kenny Garrett, Joshua Redman, Diana Krall, Dianne Reeves, Avishai Cohen e molti altri hanno preso parte.
Sempre nel 2005, la rivista Jazz Dünyası ha lanciato il progetto internazionale "I am Jazzman!" - un concorso di giovani artisti jazz, i cui vincitori erano musicisti di talento come Isfar Sarabsky, Riad Mamedov, Alina Rostotskaya e altri. Nel 2016, il Baku Jazz Festival è entrato nella European Jazz Network (EJN).

## Jazz Dünyası
Jazz Dünyası (JD) - Una rivista azera specializzata sul jazz. Viene pubblicato dal 2005, a colori, illustrato, in due linge - inglese e russo. Caporedattore della rivista è Leyla Efendieva.
Dal 2005 ha il suo padiglione alla fiera mondiale del jazz Jazzahead! (Germania, Brema).
Durante il periodo della sua attività, la rivista ha rilasciato interviste con stelle del jazz mondiale come Al Jarreau, Herbie Hancock, Rachel Farrell, Dee Dee Bridgewater e molti altri. Dal 2005, insieme al Ministero della Cultura e del Turismo dell'Azerbaigian, è il principale organizzatore del festival annuale Baku Jazz Festival, così come il concorso internazionale dei giovani artisti "I am Jazzman!".
La rivista Jazz Dünyası  (JD) è entrato tra le 20 migliori riviste di musica jazz del mondo.